# Dapsilarthra okazakii
Dapsilarthra okazakii är en stekelart som beskrevs av Hajimu Takada och Yûki Imura 1994. Dapsilarthra okazakii ingår i släktet Dapsilarthra och familjen bracksteklar. Inga underarter finns listade i Catalogue of Life.